# Nyzeeländskt teckenspråk
Nyzeeländskt teckenspråk (engelska: New Zealand Sign Language, maori: Te Reo Turi) är huvudspråket för döva på Nya Zeeland. Det blev ett av landets officiella språk i april 2006, samtidigt som maori. Språket har sina rötter i det brittiska teckenspråket.